# 6 Batalion Dowodzenia

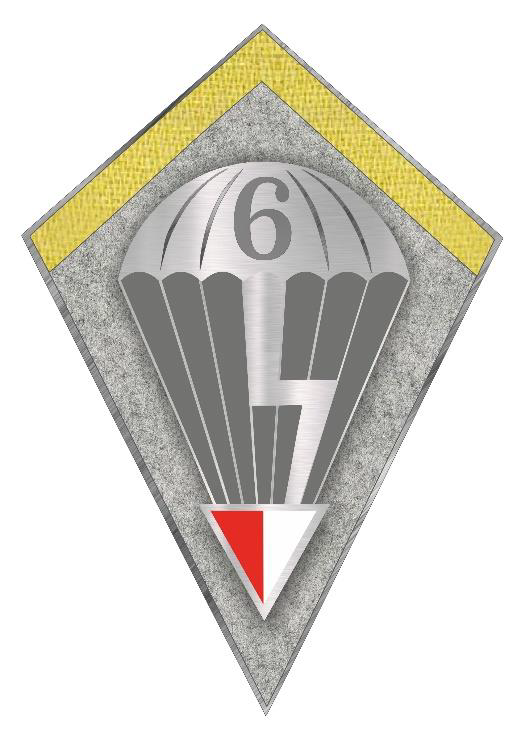
Odznaka pamiątkowa 6 bdow.

6 Batalion Dowodzenia im. gen. broni Józefa Kuropieski (6 bdow) – pododdział dowodzenia i łączności Sił Zbrojnych RP.
Do zadań batalionu należy zabezpieczenie i rozwinięcie stanowiska dowodzenia 6 BPD oraz, jeśli to konieczne, wspomaganie batalionów bojowych specjalistycznymi pododdziałami. Batalion wydziela także żołnierzy do operacji zagranicznych. Jedną z większych operacji w jakich uczestniczyli była realizowana w składzie PKW Irak w 2004 roku.

## Historia
Batalion został sformowany w roku 1999 na podstawie rozkazów dowódcy Wojsk Lądowych nr PF-5/Org z 25 stycznia 1999, dowódcy Korpusu Powietrzno-Zmechanizowanego nr PF19 z 15 lutego 1999 oraz dowódcy 6 Brygady Desantowo-Szturmowej nr PF15 z 15 lutego 1999 na bazie rozformowanych w 1999 roku jednostek:
- 6 kompanii łączności
- 48 kompanii rozpoznawczej
- 11 kompanii saperów
- 4 kompanii ochrony i regulacji ruchu
- 5 baterii artylerii przeciwpancernej
- 126 baterii przeciwlotniczej
- plutonu miotaczy ognia

W roku 2002 batalion otrzymał sztandar wojskowy ufundowany przez Związek Polskich Spadochroniarzy z Krakowa.
W 2021, 2022, 2023 roku toczyły się śledztwa o przestępstwa wojskowe i korupcyjne związane z tą jednostką wojskową, oskarżonych było 24 żołnierzy, w tym oficerowie i dwóch dowódców JW 4009.

## Tradycje
Decyzją Nr 145/MON Ministra Obrony Narodowej z 10 czerwca 2002 ustalono patrona jednostki oraz jej święto w dniu 26 czerwca.

## Struktura
- dowództwo i sztab
- kompania dowodzenia
- kompania dowodzenia
- kompania rozpoznawcza
- kompania saperów
- bateria przeciwlotnicza
- pluton chemiczny
- kompania logistyczna
- pluton medyczny
- kompania ochrony

## Dowódcy
W latach 1999–2024 dowódcy:
- ppłk mgr Zbigniew Golara (19 lutego 1999 – 28 sierpnia 2002)
- ppłk dypl. Maciej Koziński (28 sierpnia 2002 – 5 stycznia 2009)

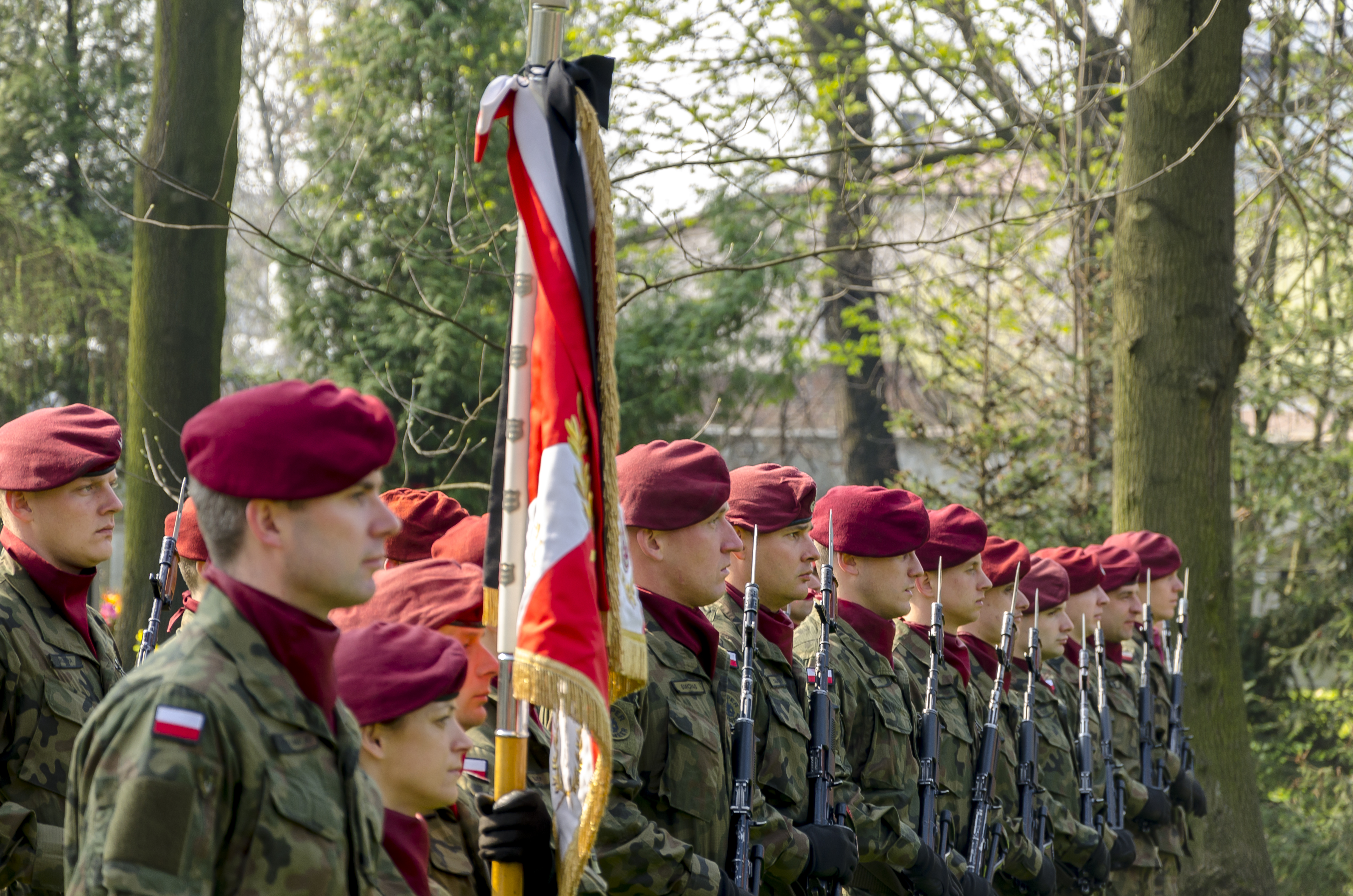
Pododdział 6 Batalionu Dowodzenia

- ppłk Roman Utracki (5 stycznia 2009 – 30 marca 2011)
- ppłk Maciej Mazurkiewicz (30 marca 2011 – 31 marca 2015)
- ppłk Andrzej Smoliński (1 kwietnia 2015 – 31 stycznia 2018)
- ppłk Marcin Malinowski (1 lutego 2018 – 6 kwietnia 2021)
- cz.p.o. mjr Paweł Rokicki (6 kwietnia 2021 – 17 grudnia 2021)
- ppłk Paweł Żak (17 grudnia 2021 – 1 lutego 2023)
- cz.p.o. mjr Tomasz Miedziński (1 lutego 2023 – 9 marca 2023)
- ppłk Piotr Szołomicki (9 marca 2023 – 26 lutego 2024)
- ppłk Paweł Rokicki (od 26 lutego 2024)[6]

## Podporządkowanie
- 6 Brygada Desantowo-Szturmowa im. gen. bryg. Stanisława Sosabowskiego (1999–2010)
- 6 Brygada Powietrznodesantowa im. gen. bryg. Stanisława Sosabowskiego (od 2010)